# Carl Oliver
Carl Oliver, född den 30 januari 1969 i Andros, Bahamas, är en bahamansk friidrottare inom kortdistanslöpning.
Han tog OS-brons på 4 x 400 meter stafett vid friidrottstävlingarna 2000 i Sydney. 